# Carlos Franco Iribarnegaray
Carlos Franco Iribarnegaray (Ferrol (La Corunya) 30 d'agost de 1912 - Madrid, 1982), va ser un militar espanyol, que va arribar al grau de tinent general i va ser l'últim Ministre de l'Aire durant l'última etapa de la fi del règim dictatorial entre desembre de 1975 i juliol de 1977.

## Biografia
Va ingressar en l'Acadèmia General Militar en 1929 i en l'Acadèmia Militar de Segòvia. Com a tinent va participar amb els revoltats en la Guerra Civil, arribant al grau de capità de l'arma d'artilleria.
Una vegada acabada la contesa es va incorporar a l'exèrcit de l'aire i va ser comandant de l'Ala 37, cap de la Zona Aèria de Canàries i de la III Regió Aèria. El 1947 assolí el grau de tinent coronel. Diplomat en Alts Estudis Internacionals, va destacar com a professor de l'Acadèmia d'Aviació de Lleó, de l'Escola Superior de l'Exèrcit i de l'Escola Superior de l'Aire. Va ser director general d'Aviació Civil i Procurador en Corts. En 1974 va ascendir a tinent general. A la mort del general Francisco Franco, el nou cap de govern, Carlos Arias Navarro, el va nomenar ministre de l'aire, càrrec que va ocupar fins a la convocatòria de les eleccions generals espanyoles de 1977. El setembre de 1977 fou nomenat president del patronat de l'Institut Nacional de Tècnica Aeroespacial d'Espanya. Va morir de càncer en desembre de 1982 i fou enterrat a Majadahonda.